# 貝爾加拉 (烏拉圭)
32°57′S 53°56′W / 32.950°S 53.933°W
貝爾加拉（西班牙語：Vergara），是烏拉圭的城鎮，位於該國東部，由三十三人省負責管轄，處於三十三人城東北面約54公里，始建於1903年3月10日，海拔高度30米，2011年人口3,810。